# Guugu Yimithirr

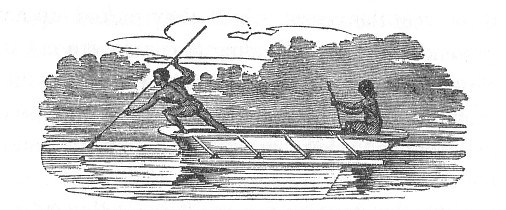
"Los nativos del río Endeavour en una canoa, de pesca."

Los Guugu Yimithirr son una tribu aborigen australiana del extremo norte de Queensland, muchos de los cuales hoy viven en Hopevale (con una población de aproximadamente 1000 personas), que es el centro administrativo de la Comarca de Hopevale. A unos 46 km de Cooktown por carretera. Yimithirr es también el nombre de su lengua. Eran un pueblo costero y se refieren a sí mismos como un "pueblo de agua salada".

## Interés europeo
Sydney Parkinson, que llegó con el Teniente James Cook a la desembocadura del río Endeavour en el sitio de la moderna Cooktown, el 11 de junio de 1770 después de que su barco, el HM Bark Endeavour fue dañado en un arrecife, describe a la población local en los siguientes términos:

"Los nativos, que estaban desnudos, aunque de un tamaño diminuto, corren muy rápidamente, y eran muy alegres y bromistas. Sus huesos eran tan pequeños, que podía abarcar con mi mano sus tobillos y los brazos también, por encima de la articulación del codo. El más alto que vimos medía cinco pies y nueve pulgadas, aunque su delgadez lo hizo parecer más alto, la mayoría de ellos eran de unos cinco pies y cinco pulgadas, y se pintaron de rojo y blanco con varias figuras. El color de su piel era como la de la madera de hollín. Tenían las narices achatadas, bocas de tamaño moderado,  los dientes regulares, grandes y bien establecidos, teñidos de amarillo. La mayoría de ellos se había cortado el pelo de sus cabezas, pero algunos de ellos lo llevaban, era rizado y espeso, la barba rizada. En sus pechos y caderas llevaban las marcas correspondientes, como cantos, o las costuras, por encima del resto de la carne, que parecían las cicatrices de las heridas mal curadas. Algunos de ellos fueron pintados con rayas rojas a través del cuerpo, y otras rayas en la cara de blanco, que llamaban Carbanda.
Algunos de ellos tenían una pequeña cuerda sobre sus lomos, y otra sobre un brazo, hechas de pelo humano. Tenían también un bolso que colgaba de sus cuellos, que llevaba mariscos. Sus narices tenían perforaciones. Uno de ellos tenía las orejas de la misma manera, y pedazos de hueso colgaban en ella. Algunos de ellos tenían collares de piezas ovaladas de conchas brillantes, que se encontraba imbricadas unas sobre otras, y unidas entre sí por dos cadenas. Las mujeres, que no se acercaron a nosotros desde la orilla opuesta, habían pegado plumas en la coronilla de sus cabezas, atadas, como se nos informó, a un pedazo de goma de mascar.
Tenían lanzas y palancas, hechas cuidadosamente de madera rojiza; y estas tenían dos fragmentos de hueso, unidos con brea, que sobresalían en sus extremos. Para pulir sus lanzas empleaban el ficus riduola, que servía como raspador. Sus canoas estaban hechas de troncos de árboles y que tenían un estabilizador. Sus remos eran largos en su paleta. Para quitar el agua de las canoas empleaban una concha grande llamada la Corona-Persa.  

Su idioma no era áspero, como quizás se vea con el vocabulario siguiente, y articulaban las palabras muy claramente, aunque, al hablar, hacían grandes movimientos con los labios y pronunciaban las palabras ruidosamente, en especial cuando pretendían expresas su disconformidad o desaprobación. Cuando estaban conformes y querían manifestar aprobación, decían Hee, con una flexión de voz larga, en un tono alto y agudo. Frecuentemente decían Tut, tut, muchas veces seguidas, pero no supimos que querían decir con ello a no ser que pretendieran expresar sorpresa. Al final de ese Tut, frecuentemente añadían Urr, y silbaban cuando estaban sorprendidos."